# Crețești (gmina)
Crețești – gmina w Rumunii, w okręgu Vaslui. Obejmuje miejscowości Budești, Crețești, Crețeștii de Sus i Satu Nou. W 2011 roku liczyła 1790 mieszkańców.